# Rudolf Pechel
Rudolf Ludwig August Martin Pechel (* 30. Oktober 1882 in Güstrow; † 28. Dezember 1961 in Zweisimmen, Kanton Bern, Schweiz) war ein deutscher Journalist und Widerstandskämpfer gegen das NS-Regime.

## Leben

### Privates und erste Berufsjahre
Rudolf Pechel war Sohn des Gymnasiallehrers Ludwig Pechel und dessen Ehefrau Elisabeth, geb. Firnhaber. Er besuchte in Güstrow das Gymnasium und legte hier das Abitur ab. Nach dem obligatorischen Militärdienst, den Pechel als Seekadett ableistete, folgte ab 1902 das Studium der Philosophie, Germanistik, Anglistik und Volkswirtschaft an den Universitäten in Göttingen und Berlin, wo er 1908 zum Doktor der Philosophie promovierte.
Nach einigen Jahren wissenschaftlicher Arbeit am Goethe- und Schiller-Archiv in Weimar und freier schriftstellerischer Tätigkeit übernahm er 1911 vertretungsweise die Redaktion der von Julius Rodenberg 1874 gegründeten „Deutschen Rundschau“ und war in den folgenden Jahren als Assistent am Märkischen Museum und als Redakteur des „Literarischen Echos“ beschäftigt.
Im Ersten Weltkrieg diente Pechel beim Marinekorps in Flandern und als Kommandeur einer Seefliegereinheit. Im April 1919 übernahm er die Chefredaktion der „Deutschen Rundschau“, die zu diesem Zeitpunkt im Gebrüder Paetel Verlag, ab 1924 in Pechels eigenem Verlag erschien.
Aus Pechels 1919 geschlossener und später geschiedener Ehe gingen zwei Söhne hervor: der 1920 geborene Eberhard (Rufname Peter) und der 1925 geborene Jürgen. 1938 schloss er eine zweite Ehe mit Madleen Pechel, geb. Mayser, geschiedene Feßmann.

### Rechtskonservative Positionen
Pechel entwickelte Kontakte zu zahlreichen Persönlichkeiten aus den unterschiedlichsten politischen Lagern, seine eigentliche geistige Heimat wurde der rechtsintellektuelle Juni-Klub um Arthur Moeller van den Bruck, den Theoretiker der „Konservativen Revolution“. Schon 1922 kam es zu einer Begegnung mit Adolf Hitler.
Zu seinen engsten Freunden und zum Kreis der Autoren der „Deutschen Rundschau“ gehörte der Rechtsanwalt, Publizist und Politiker Edgar Jung, der als Berater Franz von Papens Einfluss auf die politische Entwicklung zu nehmen versuchte. Wegen der Verbreitung regimekritischen Gedankenguts wurde Jung 1934 verhaftet und wenige Tage später im Rahmen der Röhm-Affäre von der SS erschossen. Auch Pechel wurde von der Gestapo observiert.
Im Jahre 1936 machte er die Bekanntschaft des damaligen Oberbürgermeisters von Leipzig, Carl Friedrich Goerdeler, der in den folgenden Jahren zu einer treibenden Kraft der konservativen Oppositionskreise gegen das NS-Regime wurde. Pechel stellte Goerdeler nicht nur die Seiten der „Deutschen Rundschau“ für verdeckt kritische Artikel zur Verfügung, sondern für Gespräche mit anderen Hitler-Gegnern häufig auch seine Büroräume und seine Wohnung.
Pechel selbst unterhielt außerdem Verbindungen zu Militärangehörigen wie Oberst Siegfried Wagner und General Friedrich Olbricht, die sich später am Attentat vom 20. Juli 1944 beteiligten. Politische Gesinnungsfreunde bei der Auslandsabwehr des Oberkommandos der Wehrmacht waren ihm bei seinen Auslandsreisen behilflich.
Pechels Reiseziele waren vor allem die Schweiz, Frankreich und England. Er traf mit emigrierten Politikern und vertriebenen Journalisten zusammen und warnte immer wieder seine ausländischen Gesprächspartner vor Hitlers Kriegsvorbereitungen.
Durch Unterstützung von Karl Haushofer verblieb Pechel auch nach 1933 im Senat der Deutschen Akademie in München. Aus dem „Volksdeutschen Rat“ zur Wahrnehmung auslandsdeutscher Interessen aber zog er sich zurück, da dieses Gremium sich zunehmend zu einem Instrument nationalsozialistischer Revisions- und Lebensraumpolitik entwickelte.

### Journalistischer Widerstand
Pechels Beiträge in der Deutschen Rundschau übten sich den Umständen entsprechend in versteckter Kritik am NS-Regime. Die camouflierende Texte arbeiteten mit Mehrdeutigkeit und historischen Referenzen.
Pechel ließ kaum eine Möglichkeit aus, in historischen Vergleichen, oft im Wortlaut älterer Autoren zitiert oder wenigstens referiert, das NS-Personal und seine Strukturen anzugreifen und lächerlich zu machen. Nicht selten erreichten seine publizistischen Kompositstücke den Rang einer Satire, etwa, wenn er den modischen Dekorationszwang der französischen Revolutionswächter, ihre Kokarden, Rosetten und Schärpen als Auslöser von Assoziationen an die NS-Uniforminflation nutzte oder wenn er darauf hinwies, dass in England auch ein Kriegsminister Augenmaß besäße und sogar Bücher schreiben könne. Wenn er über Robespierre schrieb, vermittelte er seine Kritik an Hitler. Und immer wieder warnte der ehemalige Kriegsteilnehmer in der wieder aufbrechenden Kriegshysterie vor einem neuen Waffengang, nutzte dazu Texte von Montesquieu und Marc Aurel. Manche Gedankengänge erinnern an den deutschen Kabarettisten und Schauspieler Werner Finck, für den Pechel große Bewunderung empfand, besonders für seine Wortprägung von der „radikalen Mitte“.
Besonderen Argwohn von Propagandaministerium und Gestapo erregte beispielsweise ein im September 1937 in der „Deutschen Rundschau“ erschienener Artikel Pechels mit dem Titel „Sibirien“, in dem er die Praxis des stalinistischen Terrorsystems darlegt, analysierte und kritisierte, wobei das alles haarscharf auch auf das NS-Regime zutrifft.

### KZ-Haft 1942–1945
Im Januar 1942 veröffentlichte Pechel in der „Deutschen Rundschau“ einen kritischen Artikel über die deutsche Nachrichtenpolitik unter Goebbels. Darin heißt es: „Reichsminister Dr. Goebbels stellte fest, daß die gegenwärtige deutsche Nachrichten-Politik im In- und Ausland einen solchen Kredit hat, dass sie sich ein zeitweiliges Verstummen ruhig leisten kann.“ Dieser Artikel wurde nicht nur in einer Auslandssendung der BBC verlesen, sondern auch in einer schweizerischen Zeitung nachgedruckt. Dieser „Landesverrat“ führte zum Zugriff durch die NS-Organe: Pechel wurde am 8. April 1942 verhaftet und zunächst ins Hausgefängnis der Gestapo in der Prinz-Albrecht-Straße 8 eingeliefert. Die „Deutsche Rundschau“ wurde wenig später verboten. Am 28. Mai 1942 kam Pechel als Häftling in das KZ Sachsenhausen, wo er ab August mehr als zwei Monate innerhalb des Zellenbaus in Einzel- und Dunkelhaft gehalten wurde, die zu schweren gesundheitlichen Schäden führte.
Im Juni 1944 kam Pechel in den Zellenbau des KZ Ravensbrück. Diese Verlegung hatte der Leiter einer Sonderkommission der Gestapo Herbert Lange veranlasst, um in der benachbarten Sicherheitspolizeischule Drögen in Fürstenberg/Havel belastende Aussagen gegen Ludwig Beck und Carl Goerdeler zu erpressen. Lange erhoffte sich auch eine Aufdeckung von Pechels Kontakten zur Opposition.
Nach dem gescheiterten Attentat und Umsturzversuch vom 20. Juli 1944 verschärfte man die Haftbedingungen Pechels. Inzwischen war auch seine Frau ins Visier der Gestapo geraten, da sie mit dem illegal in Berlin lebenden untergetauchten KPD-Funktionär und ehemaligen Sachsenhausen-Häftling Franz Jacob in unterstützender Verbindung stand. Sie wurde festgenommen und am 12. Oktober 1944 vom 1. Senat des Volksgerichtshofs wegen Unterstützung eines kommunistischen Funktionärs zu sechs Jahren Zuchthaus verurteilt. Sie kam in das Zuchthaus Waldheim, aus dem sie erst durch den Zusammenbruch des NS-Regimes befreit wurde.
Rudolf Pechel wurde am 24. September 1944 aus Ravensbrück in das Hausgefängnis der Gestapo zurücküberstellt und von dort vier Tage später in das Zuchthaus Tegel gebracht, das kurz darauf bei einem Luftangriff schwer getroffen wurde, so dass Pechel bereits am 2. Oktober 1944 in die Gestapo-Abteilung des Zellengefängnisses Moabit verlegt wurde. Ende Dezember erhielt er die Anklageschrift des Oberreichsanwalts beim Volksgerichtshof wegen Landesverrats und Feindbegünstigung. Sie bezog sich auf Pechels Kontakte zu Carl Goerdeler in allgemeinen und auf eine Besprechung über die Möglichkeiten eines Friedensschlusses mit England, die im Januar 1942 im Hause des wenig später verstorbenen Generalobersten Kurt von Hammerstein-Equord stattgefunden hatte. An ihr hatten neben dem Hausherrn und Carl Goerdeler auch Ludwig Beck und Werner von Alvensleben teilgenommen.
Wider Erwarten aber wurde Rudolf Pechel In der Verhandlung vor dem 1. Senat des Volksgerichtshofs unter Vorsitz Roland Freislers am 1. Februar 1945 wegen Mangels an Beweisen freigesprochen, da man ihm eine Kenntnis der umstürzlerischen Pläne Goerdelers nicht nachweisen konnte. Dennoch wurde er in das Zellengefängnis Moabit zurückgebracht und von dort mit einem Sammeltransport in das KZ Sachsenhausen überstellt. Er erhielt eine neue Häftlingsnummer und musste Dienst in der Häftlingspoststelle tun. Sein älterer Sohn Eberhard (Peter) setzte alles daran, den Vater freizubekommen, besonders als er nach harten Fronteinsätzen mit dem Rang eines Hauptmanns in das Oberkommando des Heeres nach Berlin versetzt worden war. Er erreichte schließlich durch persönliche Vorsprache beim Chef der Gestapo Heinrich Müller am 11. April 1945, dass sein Vater freikam und nach Güstrow entlassen wurde. Nur zwei Wochen später wurde die Stadt von der Roten Armee eingenommen.
In Güstrow leitete Rudolf Pechel einige Wochen lang eine Betreuungsstelle für politische Häftlinge und kehrte dann in das zerstörte Berlin zurück.

### Mitbegründer der CDU
Bereits am 10. Mai 1945 hatte die sowjetische Besatzungsmacht die Gründung „antifaschistisch-demokratischer“ Parteien zugelassen. Nach der KPD und der SPD wurde am 26. Juni 1945 die Berliner Christlich-Demokratische Union gegründet. Neben Andreas Hermes, Jakob Kaiser, Ferdinand Sauerbruch und Ferdinand Friedensburg gehörte Rudolf Pechel zu den Begründern.

### Rückkehr in die Publizistik
Für Rudolf Pechel ergab sich wieder eine journalistische Tätigkeit als Redakteur in der ebenfalls als Organ der CDU neu gegründeten Tageszeitung Neue Zeit. Am 1. September 1945 übernahm er das Amt des Chefredakteurs, das er freilich schon nach wenigen Monaten niederlegte, da er sich mit der Entwicklung der CDU und dem politischen Kurs in der sowjetischen Besatzungszone nicht identifizieren konnte.
Schon ab April 1946 gab Rudolf Pechel mit einer britischen Lizenz wieder die Deutsche Rundschau in Berlin heraus. Als die britische Militärregierung das für die Zeitschrift erforderliche Papierkontingent nicht mehr zur Verfügung stellen konnte, verlegte Pechel im September 1948 Wohnsitz und Redaktion nach Stuttgart. Inzwischen hatte er das Buch „Deutscher Widerstand“ verfasst, eine der frühesten Darstellungen der gegen Hitler und das NS-Regime gerichteten Bewegungen, in der noch eigene Betroffenheit mitschwingt.
Eine erste große Würdigung erfuhr Pechel 1948 durch die Zusammenstellung wichtiger seiner Aufsätze und Artikel aus der „Deutschen Rundschau“ bis zu deren Verbot 1942 zu einem Band „Zwischen den Zeilen“, mit einer ausführlichen Einführung von Werner Bergengruen, einem literarischen Hauptvertreter der „inneren Emigration“.

Pechels Schreibstil wurde knapp und nüchtern, verlor aber nichts von seiner Präzision und seinen hohen Ansprüchen. Seine Gedanken kreisten um die Kriterien von Schuld und Sühne, und er scheute sich nicht, auch die Siegermächte anzuklagen, die viel zu wenig und viel zu spät in die deutschen Aggressionen eingegriffen hätten. Pechel verzichtete auf Überhöhungen und wandte sich drängenden Nöten der Gegenwart zu, der Vertriebenenproblematik, dem wachsenden sowjetischen Imperialismus, der Sammlungsbewegung der Nazis, dem eskalierenden Kalten Krieg und den allmählich bekannt werdenden Ausmaßen des Holocaust.
Der im März 1950 in der „Deutschen Rundschau“ erschienene Artikel „Land im Dunkel“ weist auf die repressiven Methoden hin, die nach 1945 in der Sowjetischen Besatzungszone mit gleicher Härte und Zielsetzung wie vor 1945 fortgesetzt wurden. Gemeinsam mit anderen verweigerte er 1947 die weitere Mitarbeit im PEN-Club Deutschland, solange dort Kommunisten wie Stefan Heym mitarbeiteten, die derartige Mittel und Methoden rechtfertigten. Immer wieder wies er aber auch auf die Gruppierungen der Unzufriedenen und Unbelehrbaren hin, die die neu erschlossenen demokratischen Strukturen nutzten, um sich schon frühzeitig zu einem neuen NS-Netzwerk zusammenzuschließen. Er bezeichnete dieses Phänomen als Krankheit, als Neurose, was ihm anonyme Drohungen wegen seiner Verbindungen zum Kreis des 20. Juli einbrachte.
Der Tenor seiner Nachkriegspublikationen freilich war nicht Klage und Anklage, sondern das Bemühen, in größtmöglicher Unabhängigkeit positive Veränderungen zu erkennen und nach Kräften zu fördern, so die Signale zur europäischen Integration, die deutsch-französische Annäherung und Aussöhnung, die Entwicklung der katholischen Arbeiterverbände.
Seine zeitweilige Funktion als Präsident der Deutschen Akademie für Sprache und Dichtung, zu deren Ehrenpräsidenten er 1952 ernannt wurde, und seine Wahl in den Rundfunkrat des Süddeutschen Rundfunks in Stuttgart zeigt die hohe gesellschaftliche Wertschätzung, die man ihm zuteilwerden ließ.
Aus gesundheitlichen Gründen siedelte Rudolf Pechel 1958 in die Schweiz über, wo er am 28. Dezember 1961 in Zweisimmen im Kanton Bern starb.

## Ehrungen und Auszeichnungen
- 1952 Großes Verdienstkreuz des Verdienstordens der Bundesrepublik Deutschland
- 1952 Ehrenpräsident der Deutschen Akademie für Sprache und Dichtung
- 1957 Ehrendoktorwürde der Philosophischen Fakultät der Freien Universität Berlin
- 1957 Goetheplakette der Stadt Frankfurt am Main.

## Werke
- Deutsche Gegenwart. Aufsätze und Vorträge 1945-1952. Stichnote Verlag, Darmstadt 1953.
- Zwischen den Zeilen. Der Kampf einer Zeitschrift für Freiheit und Recht. Aufsätze von Rudolf Pechel 1932–1942. Wiesentheid 1948.
- Französische Rheinpolitik in amerikanischer Beleuchtung. Ausgewählte Stücke aus dem Tagebuch des Oberkommandierenden der amerikanischen Besatzungstruppen Henry T. Allen. Berlin (Reimar Hobbing) 1925.
- Rokoko. Das galante Zeitalter in Briefen - Memoiren - Tagebüchern. Gesammelt von Rudolf Pechel. Eingeleitet von Felix Poppenburg. Deutsches Verlagshaus. Berlin u. a. 1913.
- Deutsche Rundschau. Acht Jahrzehnte deutsches Geistesleben. Rütten & Loening. Hamburg 1961.
- Deutscher Widerstand. Herausgegeben von Rudolf Pechel. Zürich 1947.
- Deutschenspiegel. Berlin-Wedding 1946.
- Wir sind nicht allein. Deutsche Verlagsanstalt 1949.